# ألكسندر ماسلوف
ألكسندر ماسلوف (بالروسية: Алекса́ндр Влади́мирович Ма́слов؛ مواليد 25 ديسمبر 1969) هو مدرب كرة قدم روسي ولاعب سابق وهو مساعد مدرب في نادي فورتي تاجانروج [الإنجليزية]
. لعب كمهاجم في الأندية المحترفة الروسية والإسبانية والسويسرية، وأبرزها نادي روستوف.
بدأ ألكسندر ماسلوف مسيرته كلاعب في نادي دينامو ماخاتشكالا في الدوري السوفيتي الثاني. في عام 1991، انتقل للعب مع نادي نارت تشيركيسك، وهو النادي الذي حصل على مكان في دوري الدرجة الثانية الروسي عام 1992 بعد تفكك الاتحاد السوفييتي. في عام 1992، ظهر لأول مرة في الدوري الروسي الممتاز مع نادي دينامو ستافروبول.
في منتصف موسم 1993 انتقل ماسلوف إلى نادي روستسيلماش، وهو فريق آخر من الدرجة الأولى. هبط فريق روستسيلماش في ذلك الموسم، وفي عام 1994 سجل ماسلوف 32 هدفًا ليساعدهم على الفوز بالصعود مرة أخرى. في عام 1996، أصبح هداف الدوري الروسي الممتاز، حيث سجل 23 هدفًا في 33 مباراة.
في عام 1998 انتقل ماسلوف إلى إسبانيا ليلعب مع نادي الباسيتي بالومبي. ولم تكن فترته مع النادي موفقة، إذ لم يشارك سوى في 8 مباريات خلال العام. في الفترة 1999–2001 لعب ماسلوف لصالح العديد من الأندية السويسرية.
في عام 2002، عاد إلى روستوف أون دون ليلعب لصالح نادي روستوف الذي أعيدت تسميته إلى نادي إف سي روستوف. بعد انتهاء مسيرته كلاعب في عام 2004 بدأ العمل في نادي روستوف كمدرب مساعد.
يحمل ماسلوف الرقم القياسي لأكبر عدد من الأهداف المسجلة لصالح روستوف في الدوري الروسي بشكل عام (90) وفي موسم واحد (23).

## وصلات خارجية
لا توجد روابط لمواقع التواصل الاجتماعي.

- Aleksandr Maslov على موقع قاعدة بيانات كرة القدم.إي يو (الإنجليزية)
- Aleksandr Maslov على موقع عالم كرة القدم.نت (الإنجليزية)

- الملف الشخصي للنادي
- السجلات الفردية لنادي روستوف